# Holiday Flight - Light House 1953
Albums de Art Pepper
Timeless
(1953) The Route
(1956)
Holiday Flight - Light House 1953 est un album d'Art Pepper et de Sonny Clark.

## L'album
Il permet d'entendre Art Pepper au tout début de sa carrière solo accompagné par le trio du pianiste Sonny Clark. Le lieu d'enregistrement est le Lighthouse Café d'Howard Rumsey, le temple du Jazz West Coast.

## Titres
- CD1
  - 01. Brown Gold 07:00
  - 02. These Foolish Things 04:31
  - 03. Tickle Toe 05:30
  - 04. Tenderly 04:09
  - 05. Strike Up The Band 06:46
  - 06. Night And Day 07:18

- CD2
  - 01. Deep Purple 09:08
  - 02. Blue Bird 11:39
  - 03. S'Wonderful 06:15
  - 04. Pennys From Heaven 11:24
  - 05. Holiday Flight 16:15

## Personnel
- Art Pepper (as), Sonny Clark (p), Harry Babasin (b), Bobby White (d).

## Dates et lieux
- Lighthouse Café, Hermosa Beach, Los Angeles,  Californie, 30 mars 1953

## CD références
- 2006 Absord Music Japan - ABCJ-381~382